# Saint-Ciers-d'Abzac
Saint-Ciers-d'Abzac is een gemeente in het Franse departement Gironde (regio Nouvelle-Aquitaine). De plaats maakt deel uit van het arrondissement Libourne. Saint-Ciers-d'Abzac telde op 1 januari 2022 1.528 inwoners.

## Geografie
De oppervlakte van Saint-Ciers-d'Abzac bedroeg op 1 januari 2022 11,71 vierkante kilometer; de bevolkingsdichtheid was toen 130,5 inwoners per km².

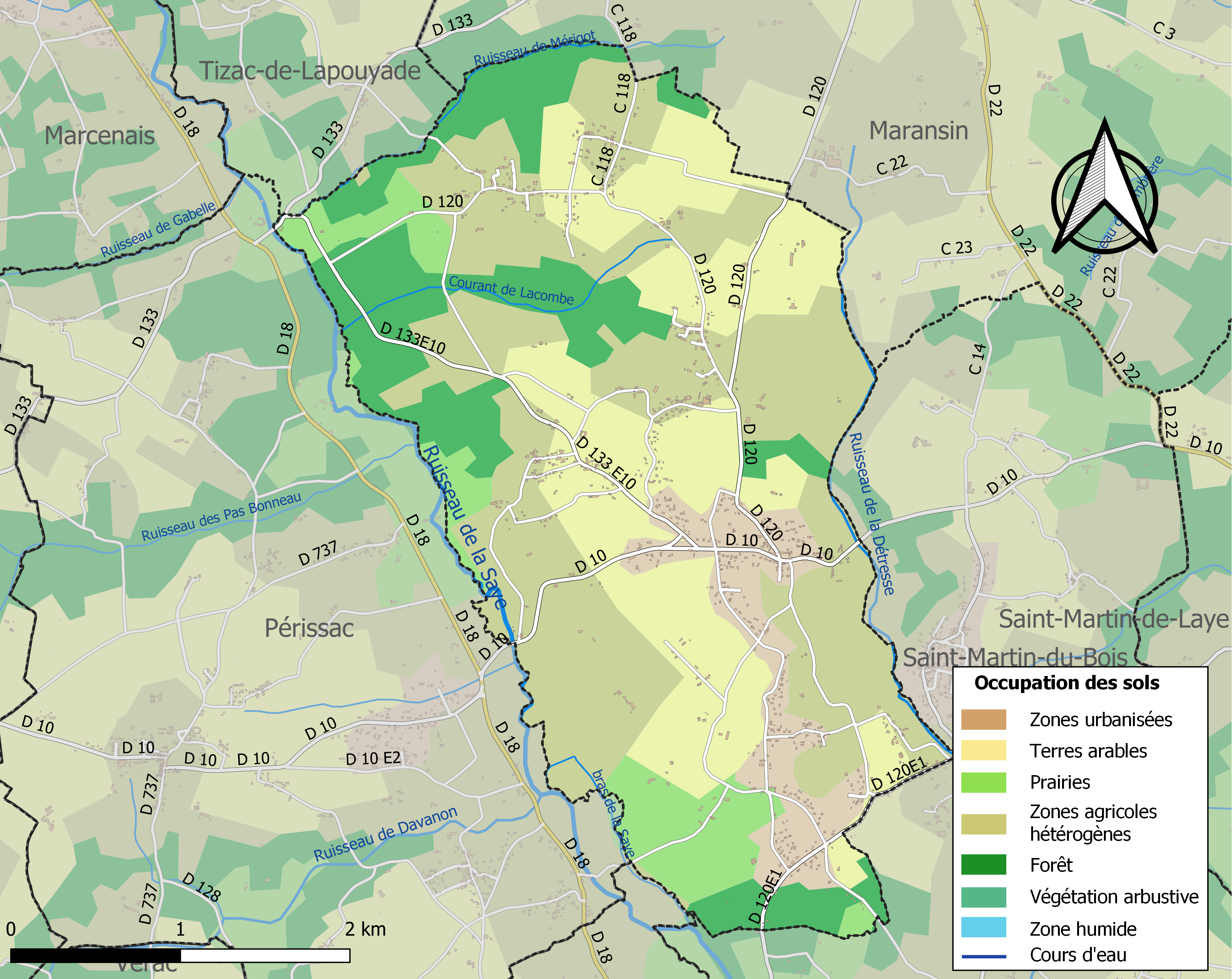
Kaart van de gemeente met belangrijkste infrastructuur, bodemgebruik en omliggende gemeenten

## Demografie
Onderstaande figuur toont het verloop van het inwonertal (bron: INSEE-tellingen).